# Mar Negra
La mar Negra (o mar Negre; vegeu la secció sobre el nom), a l'antiguitat anomenada Pont Euxí (grec antic: Εὔξεινος Πόντος, llatí: Euxinus Pontus), és una mar continental situada entre Europa i Àsia que comunica amb la mar Mediterrània (a través de la mar de Màrmara) pel Bòsfor, i amb la mar d'Azov per l'estret de Kertx. El principal accident geogràfic de les seves costes és la península de Crimea.
A través del Bòsfor hi ha una afluència d'aigua marina de 200 km³ nets anuals; l'afluència d'aigua dolça (provinent de les regions del voltant, especialment de l'Europa central i oriental) és d'uns 320 km³ nets anuals. Els principals rius que hi desemboquen són el Danubi, el Dniéper i el Dnièster. La mar Negra té més de 436.400 km² de superfície, una profunditat màxima de 2.212 m i un volum de 547.000 km³.
El clima és variable entre el de la part nord, més fred i propi de l'estepa ucraïnesa, i el del sud, que és clima temperat. Les costes de l'est (Rússia, Geòrgia) i sud (Turquia) tenen punts extremadament plujosos, amb un clima gairebé subtropical humit, ajudats no sols per la circulació global oest-est sinó per la presència de muntanyes prop de la costa, com ara el Caucas a Rússia i Geòrgia, amb què es creen precipitacions orogràfiques.
Els països banyats per la mar Negra, amb les principals ciutats costaneres respectives, són: 
- Turquia (Trebisonda, Samsun i Zonguldak; Istanbul s'hi troba a tocar, a la riba del Bòsfor)
- Bulgària (Burgàs i Varna)
- Romania (Constanţa o Constança)
- Ucraïna (Odessa, Sebastòpol, Ialta i Kertx)
- Rússia (Novorossisk i Sotxi)
- Geòrgia (Sukhumi i Batumi)

## Nom
Gairebé tots els idiomes parlats a les seves costes l'anomenen amb l'equivalent al català Mar Negra: en búlgar Черно морè (Txerno morè), en ucraïnès Чорне море (Txorne more), en rus Чёрное море (Txórnoie more), en romanès Marea Neagră, en tàtar de Crimea Qara deñiz, en abkhaz Амшын Еиқәа (Amxin Eyk'wa), en laz Uça zoğa, en georgià შავი ზღვა (Xavi Zğva), en turc Karadeniz.
Inicialment, l'ús d'aquest nom no es podia atribuir a una data anterior al segle xiii, però hi ha indicis que podria ser considerablement anterior. La raó d'aquest nom pot ser una antiga assignació de color als punts cardinals: el negre és el nord, el roig el sud i el groc, l'est. El mateix Heròdot fa servir els termes mar Roig i mar del sud alternativament. Una opinió similar mostra el nom turc: Kara ('Negre') i Ak ('Blanc') s'utilitzen per a designar, respectivament, «Nord» i «Sud» en turc medieval, com en els imperis Akun, Akkoyunlu i Karakoyunlu, i Akdeniz (mar Blanc, referint-se a la mar Mediterrània). Una altra possible explicació prové del color de les profundes aigües de la mar Negra. En trobar-se més al nord que el mar Mediterrani i tenir aigües molt menys salines, la concentració de microalgues és molt menor, fent que el color de les aigües sigui més fosc. La visibilitat a la mar Negra és d'aproximadament 5,5 metres, en comparació amb un màxim de 35 metres a la Mediterrània.

### Noms històrics

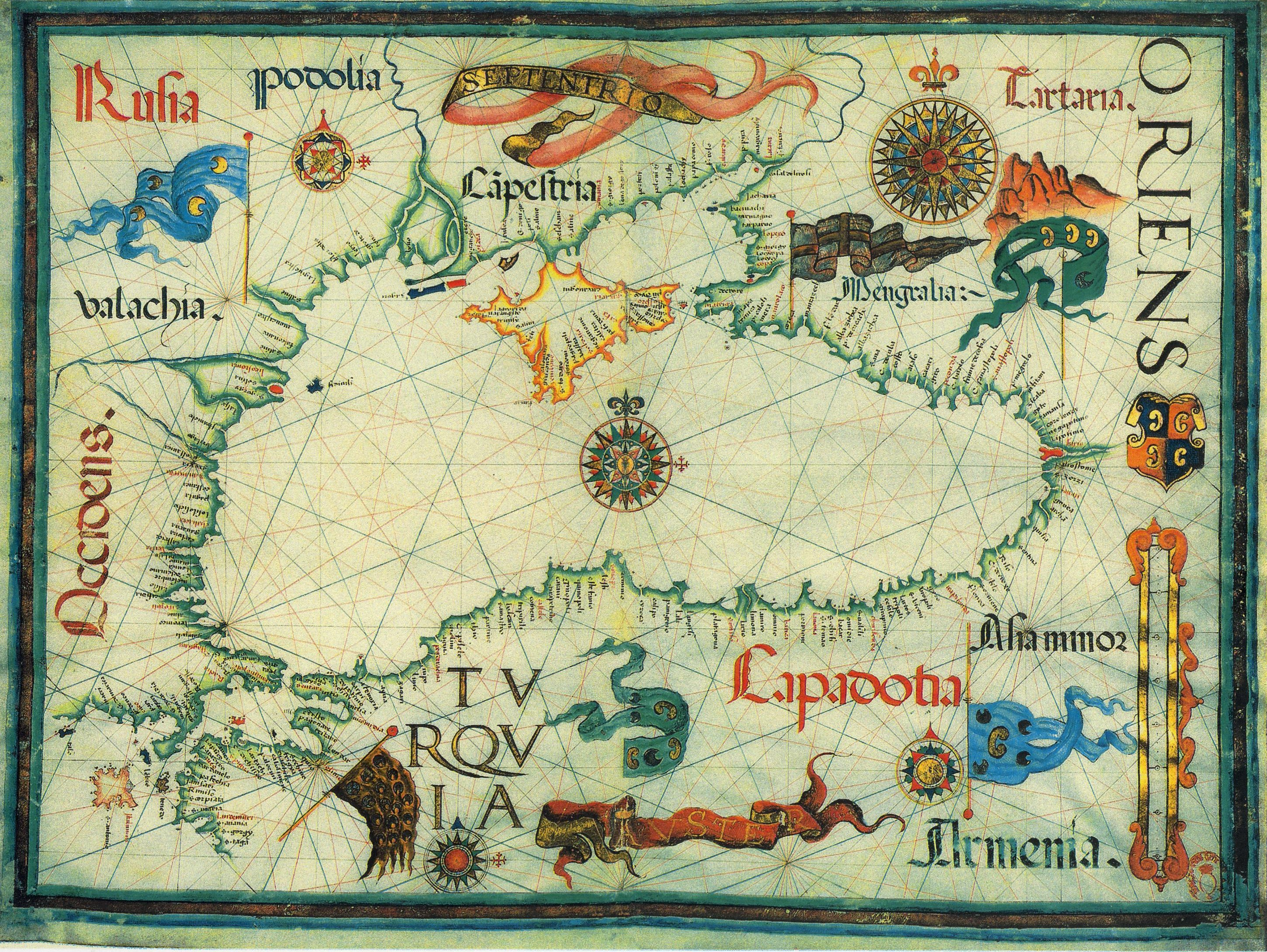
Carta portolana de la mar Negra. Diogo Homem c.1559.

Els antics anomenaven la mar Negra Pont Euxí (grec antic: Εὔξεινος Πόντος, llatí: Euxinus Pontus), que significa 'mar hospitalari'. Aquest terme és un eufemisme que substitueix un anterior «mar inhospitalari» (grec antic: Ἄξεινος Πόντος, Àxeinos Pontos), esmentat per primera vegada per Píndar (principis del segle v aC, ~ 475 aC). Sovint també era anomenada simplement el Pont (grec antic: ὁ Πόντος, ho pontos 'la Mar').
Àxeinos volia dir 'inhòspit', i li fou ja donat pels més antics escriptors que informaven de la pràctica del canibalisme per les hordes escites del nord; quan la mar fou coberta de colònies gregues, principalment milèsies, la zona va deixar de tenir aquest caràcter inhòspit i es va dir de vegades mar Sarmàtic i pont Tàuric (per les Muntanyes del Taure), però finalment es va imposar mar Euxí o pont Euxí; el mateix Estrabó dona aquesta explicació.
Posteriorment, ja dins l'edat mitjana, els mateixos grecs li van dir Maurethalassa ('mar Negra'), els otomans Karadenghez (el mateix significat), i els russos Czarne-More (també amb igual significat). En relació amb el nom modern, també és possible que el nom Axeinos sorgís per etimologia popular a partir d'un escita iranià axšaina ('obscur'), mentre que la ciència marina creu que la mar Negra podria rebre el seu nom per una capa de sulfur d'hidrogen que comença a uns 200 metres per sota de la superfície, i que és la base d'una població microbiana que produeix sediments negres, probablement deguts a l'oxidació anaeròbica del metà.

## Geografia
L'Organització Hidrogràfica Internacional defineix els límits del mar Negre de la manera següent:.
| « | Al sud-oest. El límit nord-est del mar de Màrmara - Una línia que uneix el cap Rumili amb el cap Anatoli (41° 13′ N). A l'estret de Kertx. Línia que uneix el cap Takil i el cap Panaghia (45° 02′ N). | » |

## Geologia

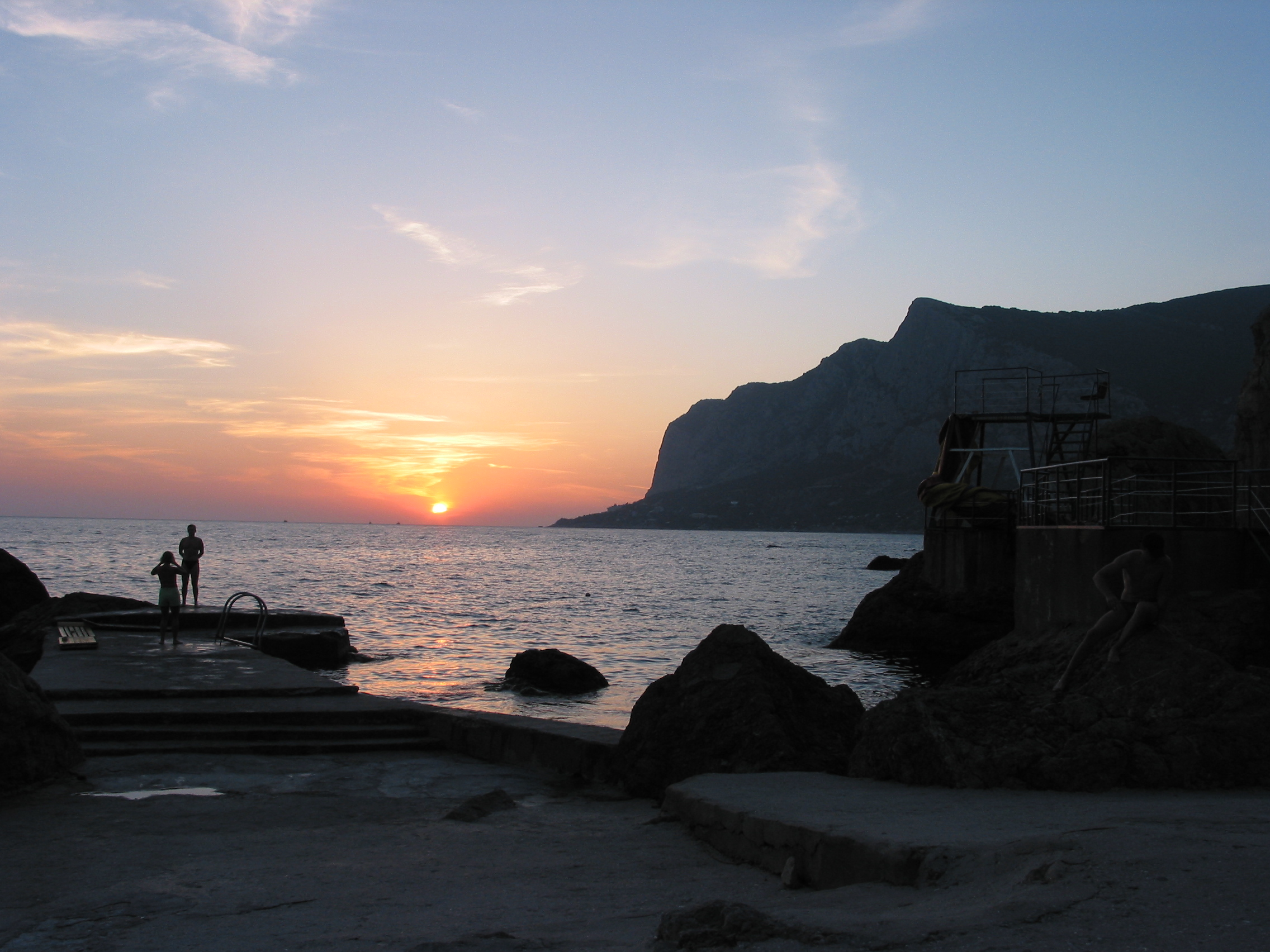
Posta de sol a la mar Negra a Laspi

Els orígens geològics de la conca es poden remuntar a dues conques de retroarc relictes distintes que van iniciar-se per la separació d'un arc volcànic albià i la subducció dels dos oceans Paleotetis i Tetis, però els temps d'aquests esdeveniments són molt controvertits. Des dels seus inicis, els ambients tectònics compressius van portar a la subsidència de la conca, intercalada amb fases extensives que ocasionen el vulcanisme a gran escala i nombroses orogènies, fet que provocà l'elevació del Gran Caucas, Pontides, la Crimea meridional i les serralades dels Balcans. La col·lisió en curs entre les plaques eurasiàtiques i africanes i l'escapada occidental del bloc de la placa d'Anatòlia al llarg de les falles del nord d'Anatòlia i de l'est marca el moviment tectònic actual, que realça la subsidència a la conca de la mar Negra i la significativa activitat volcànica a la regió anatòlica. Són aquests mecanismes geològics els que, a la llarga, han provocat les isolacions periòdiques del mar Negre de la resta del sistema oceànic global.
La conca moderna es divideix en dues subconques, mitjançant una convexitat que s'estén al sud de la península de Crimea.
La gran plataforma al nord de la conca és de fins a 190 km d'ample, i conté una plataforma baixa amb pendents entre 1:40 i 1:1.000. La riba sud de Turquia i tota la riba occidental al voltant de Geòrgia, però, es caracteritzen per una plataforma que poques vegades supera els 20 km d'ample i un davantal amb un gradient d'1:40 amb nombrosos canons submarins i extensions de canals. La plana abissal Euxino al centre del mar Negre arriba a una profunditat màxima de 2.212 metres, al sud de Yalta a la península de Crimea.
La zona litoral del mar Negre se la coneix sovint com el litoral Pòntic.

### Formació de la mar Negra
On actualment hi ha la mar Negra, hi havia una vall fèrtil amb un petit llac prop del Bòsfor. Al voltant de l'any 5600 aC es va produir un augment del nivell de la mar a conseqüència de la fi de l'última era glacial.
Així, va començar a entrar aigua provinent de la Mediterrània i de la mar Egea per la zona del Bòsfor i, davant la tromba, aquest no va poder resistir i s'ensorrà, per la qual cosa es creu que van entrar tones d'aigua que, en qüestió de dies, haurien format l'actual extensió d'aigua que es coneix com la mar Negra.
Aquesta immensa inundació podria ser la base històrica del diluvi universal (i l'arca de Noè) que recullen les tradicions de l'àrea de Mesopotàmia i Palestina (tesi defensada pels geòlegs William Ryan i Walter Pitman, de la Universitat de Colúmbia).

## Hidrologia
La mar Negra és la conca meromíctica més gran del món, on les aigües profundes no es barregen amb les capes superiors de l'aigua que reben l'oxigen de l'atmosfera. Com a resultat, més del 90% de les aigües profundes de la mar Negra té la característica de ser aigua anòxica. L'actual configuració hidroquímica està principalment controlada per la topografia i les conques fluvials, que es tradueixen en una forta estratificació vertical de l'estructura i un balanç hídric positiu. Les capes superiors són en general més fresques, menys denses i menys salades que les aigües més profundes, ja que són alimentades pels grans sistemes fluvials, mentre que els fons procedeixen de les aigües càlides, les aigües salades de la Mediterrània. Aquesta afluència d'aigua densa de la Mediterrània és equilibrada per una sortida de la mar Negra d'aigua superficial cap al mar de Màrmara, la qual cosa serveix per al manteniment de l'estratificació i els nivells de salinitat.
La superfície de l'aigua té una salinitat mitjana de 18-18,5 parts per mil (en comparació amb el 30 a 40 dels oceans) i conté oxigen i altres nutrients necessaris per mantenir l'activitat biòtica. Aquestes aigües circulen per tota la conca, amb un gir ciclònic que transporta l'aigua al voltant del perímetre de la mar Negra. De forma nombrosa i gairebé permanent, es formen remolins a causa de la surgència costanera al voltant de la plataforma. La força d'aquesta característica és controlada per les descàrregues fluvials estacionals i per les variacions atmosfèriques. La temperatura de les aigües superficials varia estacionalment entre els 8 °C i els 30 °C.
Directament sota de la superfície es troben les aigües fredes de la capa intermèdia (CIL). Aquesta capa està composta per les fresques i salades aigües superficials, que són el resultat del refredament localitzat a nivell fluvial i la disminució d'entrada d'aportacions durant els mesos d'hivern. La producció d'aquesta aigua es concentra en el centre dels principals girs i al nord-oest de la plataforma, i l'aigua no és prou densa per penetrar a les aigües profundes, produint-se una dispersió de l'aigua a tota la conca. La base del CIL es caracteritza per una important termoclina, haloclina i picnoclina a ~100–200 metres i la densitat d'aquesta disparitat és el principal mecanisme per a l'aïllament de les aigües profundes.
Per sota la picnoclina, la salinitat augmenta a 22-22,5 ppm i les temperatures es mouen al voltant del 8,5 °C. El medi ambient es desplaça d'hidroquímic oxigenat a anòxic. Certes espècies de bacteris extremòfils són capaços d'utilitzar el sulfat (SO42-) en l'oxidació de matèria orgànica, cosa que porta a la creació de sulfur d'hidrogen (H2S). Això permet la precipitació de sulfurs com el sulfurs de pirita de ferro, la greigite i el ferro monosulfit, així com la dissolució del carbonat de la matèria com el carbonat de calci (CaCO ₃), que es troba en els dipòsits. La matèria orgànica, incloent-hi objectes com vaixells antropogènics, estan ben conservats. Durant els períodes d'alta productivitat superficial, es dona una etapa de curta durada de floració d'algues orgàniques, conegudes com a sapropels. Els científics han informat d'una floració anual del fitoplàncton que es pot veure en moltes imatges de la NASA de la regió.
Les simulacions mostren l'alliberament dels núvols de sulfur d'hidrogen en el cas d'un impacte d'asteroides al mar Negre, que representen una amenaça per a la salut o fins i tot la vida de les persones que viuen en les seves costes.

## Ecologia
La mar Negra integra una ecologia força complexa a les seves aigües més superficials, que es caracteritza per les espècies quasi endèmiques que prosperen en les fresques aigües de superfície, o bé altres espècies que s'han adaptat als diferents nivells de salinitat. Els sistemes de drenatge fluvial d'Euràsia i del centre d'Europa introdueixen grans quantitats de nutrients al mar Negre, però la distribució d'aquests nutrients és controlada pel grau de fisicoquímics estratificants.
Les florides de fitoplàncton ocorren a la superfície de les aigües durant l'any, sobretot en forma de florida de diatomees durant el març. Tot i així, la productivitat no superficial està limitada per la disponibilitat de nutrients, com els anòxics, els quals, en la profunditat, actuen com a embornal de reducció de nitrats, en forma d'amoníac. En alguns quimiosintètics la productivitat es produeix a l'hipolimni, que s'estima en ~ 10% de la productivitat fotosintètica.
La mar Negra va patir un col·lapse ambiental catastròfic a principis dels anys 1990 causat per l'eutrofització, una contaminació crònica dels nutrients de les granges, els excedents d'alimentació, i el clavegueram municipal al llarg de la seva àmplia conca. L'excés d'algues va donar lloc a unes condicions d'hipòxia ecològicament crítiques a tot el nord-oest de la plataforma, fent desaparèixer gran part de la flora i la fauna en aquell indret. Potser a causa de les consegüents alteracions ecològiques, una espècie exòtica, Mnemiopsis leidyi, va ser capaç d'establir-se en la conca, passant d'uns pocs individus a una estimació de la biomassa de milions de tones mètriques.
Recentment, els científics han observat signes de recuperació ecològica, per causa, en part, de la caiguda de l'agricultura (ús de fertilitzants i derivats), en gran part de la conca inferior del Danubi i la construcció de noves plantes de tractament d'aigües residuals a Eslovàquia, Hongria, Romania i Bulgària, atesa la seva actual pertinença a la Unió Europea. Les poblacions de Mnemiopsis leidyi han estat controlades amb l'arribada d'una altra espècie exòtica que s'alimenta d'aquestes.

## Història

### Teoria de la connexió amb el Mediterrani durant l'Holocè
Si bé es va acordar que la mar Negra ha estat un llac d'aigua dolça (almenys en les capes superiors) amb un nivell considerablement més baix durant l'última glaciació, el seu posterior desenvolupament en un entorn marí continua sent un tema d'intens estudi i debat. Hi ha escenaris catastròfics com els presentats per William Ryan i Walter Pitman, així com models que posen l'accent en una transició més gradual a les condicions salines i la transgressió al mar Negre.
Diferents teories es basen en el fet que el moment en què el mar Mediterrani era prou elevat com per al flux en els Dardanels i el Bòsfor va fer que el mar Negre deixés de ser un llac. D'altra banda, un estudi del fons marí al mar Egeu mostra que en el 8è mil·lenni aC hi va haver un gran flux d'aigua dolça al mar Negre.
En una sèrie d'expedicions, un equip d'arqueòlegs dirigit pel marí Robert Ballard va identificar, en el que semblava ser la costa antiga, petxines de cargol d'aigua dolça, en les valls dels rius que es van inundar, així com eines de treball de fuster i estructures fetes per l'ésser humà, aproximadament 91 m sota l'aigua davant de la costa del mar Negre de la Turquia moderna. La datació per radiocarboni de les restes de mol·luscs d'aigua dolça indiquen una edat d'uns set mil anys.

### Teoria del diluvi
El 1997, William Ryan i Walter Pitman, de la Universitat de Colúmbia, van publicar una teoria segons la qual en l'antiguitat es va produir una gran inundació a través del Bòsfor. Afirmen que el mar Negre i el mar Caspi eren vasts llacs d'aigua dolça, però posteriorment, pels volts del 5600 aC, la Mediterrània va trencar el dic natural que el separava del llac creant el pas actual entre els dos mars. Treballs posteriors que s'han anat publicant han aportat arguments tant a favor com en contra d'aquesta teoria, i els arqueòlegs encara debaten sobre el tema. Això ha portat a alguns a associar el diluvi amb aquesta catàstrofe prehistòrica. William Ryan i Walter Pitman van editar un llibre sobre la seva teoria. Noah's Flood: The New Scientific Discoveries About the Event That Changed History [Diluvi de Noè: els nous descobriments científics sobre l'esdeveniment que va canviar la història], publicat per Simon & Schuster Paperbacks Nova York, NY, 1998.

### La mar Negra durant l'antiguitat
El mar Negre va ser una via fluvial important, que ocupava la cruïlla del món antic: els Balcans cap a l'oest, les estepes eurasiàtiques del nord, el Caucas i l'Àsia central cap a l'est, l'Àsia Menor al sud, i Grècia al sud-oest. En la mitologia grega, la mar Negra va l'escenari del mític viatge dels argonautes a Còlquida, i existeixen també altres llegendes relacionades amb l'Euxí que semblem indicar una antiga explotació fenícia. El processament d'or més antic del món es va trobar a Varna (Bulgària).

### Colonització grega
En l'època històrica les colònies gregues van omplir la Propòntida, el Pont Euxí i la llacuna Meòtida, la major part enviades per Milet. Les colònies van prosperar raonablement gràcies al comerç amb els naturals i amb altres parts del món conegut. Aquestes colònies es van fundar entre els segles viii i el vi aC. Entre d'altres, podem esmentar-ne les següents:
| - Heraclea Pòntica, a Bitínia - Sinope, a Paflagònia - Amisos, a la regió del Pont, que més tard va fundar Trapezunt - Fasis, a la costa oriental - Dioscúrias, a la costa oriental - Fanagòria, a la costa oriental (centre d'esclaus als segles iv i iii aC) - Panticapea, a la Tàurida, capital del Regne del Bòsfor - Quersonès, a la Tàurida | - Tànais - Òlbia - Ístria, a Mèsia, a la desembocadura del Danubi - Tomis, a Mèsia - Cal·latis, a Mèsia - Mesèmbria, a Tràcia - Odessos, a Tràcia - Apol·lònia de l'Euxí o Apol·lònia Pòntica, a Tràcia |

La terra a l'extrem oriental del mar Negre, la Còlquida (actualment Geòrgia), va marcar per als grecs una frontera del món conegut. S'han trobat nombrosos ports de l'antiga línia de les costes de la mar Negra, alguns fins i tot més antics que les piràmides egípcies. Les estepes al nord de la mar Negra s'han suggerit com la terra d'origen (Urheimat) dels parlants de la protollengua indoeuropea (PIE), la progenitora de la família de llengües indoeuropees, mentre que altres estudiosos creuen que l'origen dels indoeuropeus és al Caucas o a Anatòlia.

### Arqueologia
Antigues rutes comercials a la regió estan sent àmpliament estudiades. L'opinió generalitzada és que la regió del mar Negre és plena d'importants troballes arqueològiques, ja que va ser solcat per hitites, carians, tracis, grecs, perses, cimmeris, escites, romans, romans d'Orient, gots, huns, àvars, búlgars, eslaus, varegs, croats, venecians, genovesos, tàtars, otomans, i russos.
Potser les àrees més prometedores en l'arqueologia d'aigües profundes són la recerca d'assentaments prehistòrics submergits en la plataforma continental i d'antics naufragis a la zona anòxica, fet que implica que s'esperi que estiguin excepcionalment ben conservats causa de l'absència d'oxigen. Aquesta concentració de possibilitats arqueològiques, combinada amb les qualitats preservatives de les aigües anòxiques profundes del mar Negre, ha atret interès en augment d'arqueòlegs marins que han començat a descobrir un gran nombre de vaixells antics i restes orgàniques en un estat alt de conservació.

## Llocs de lleure i vacances

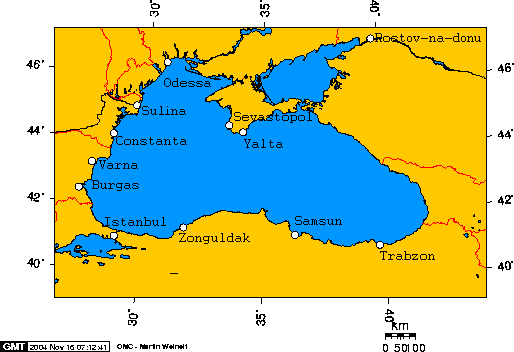
Ciutats de la mar Negra

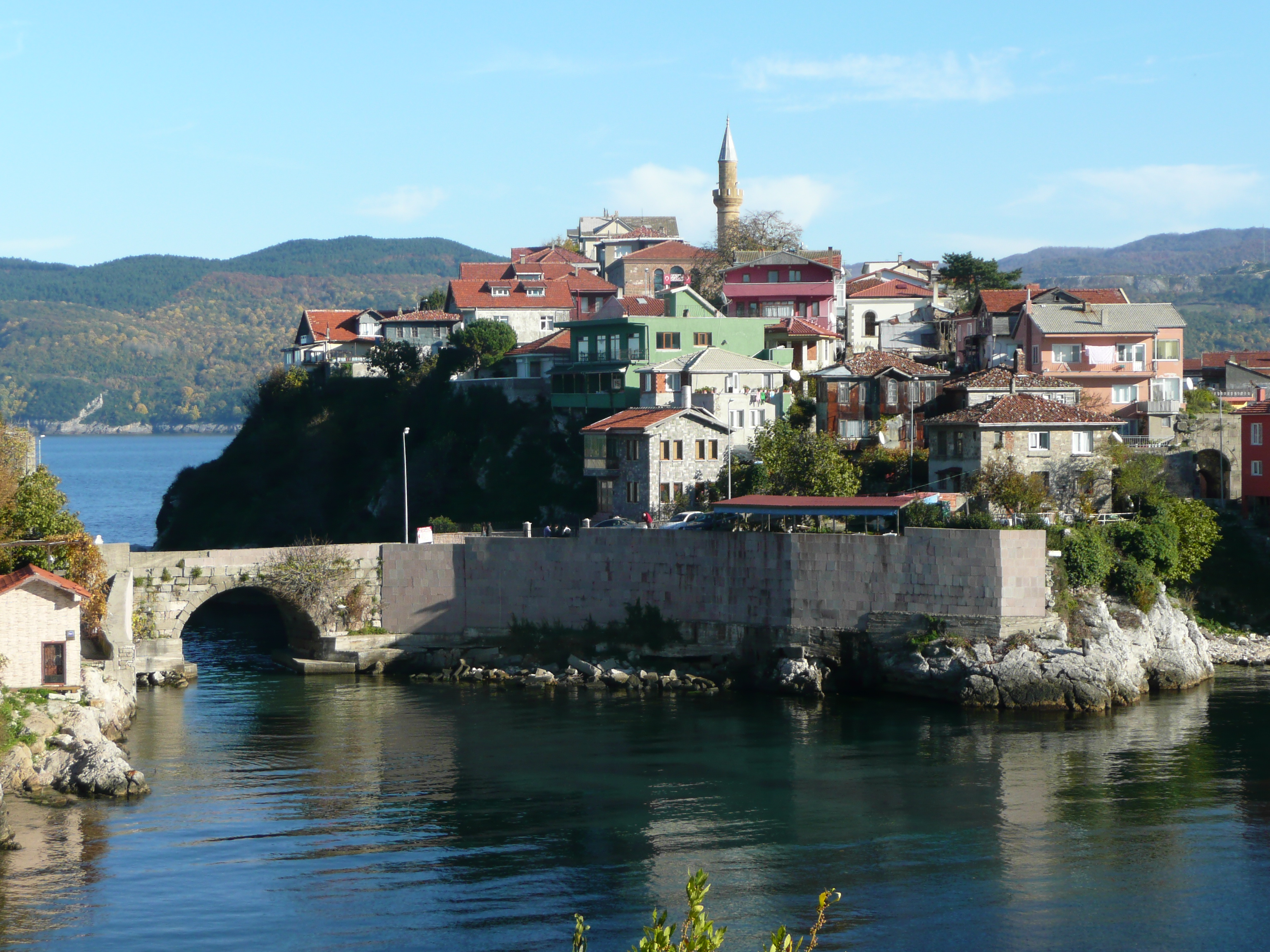
Amasra es troba en una petita illa de la mar Negra

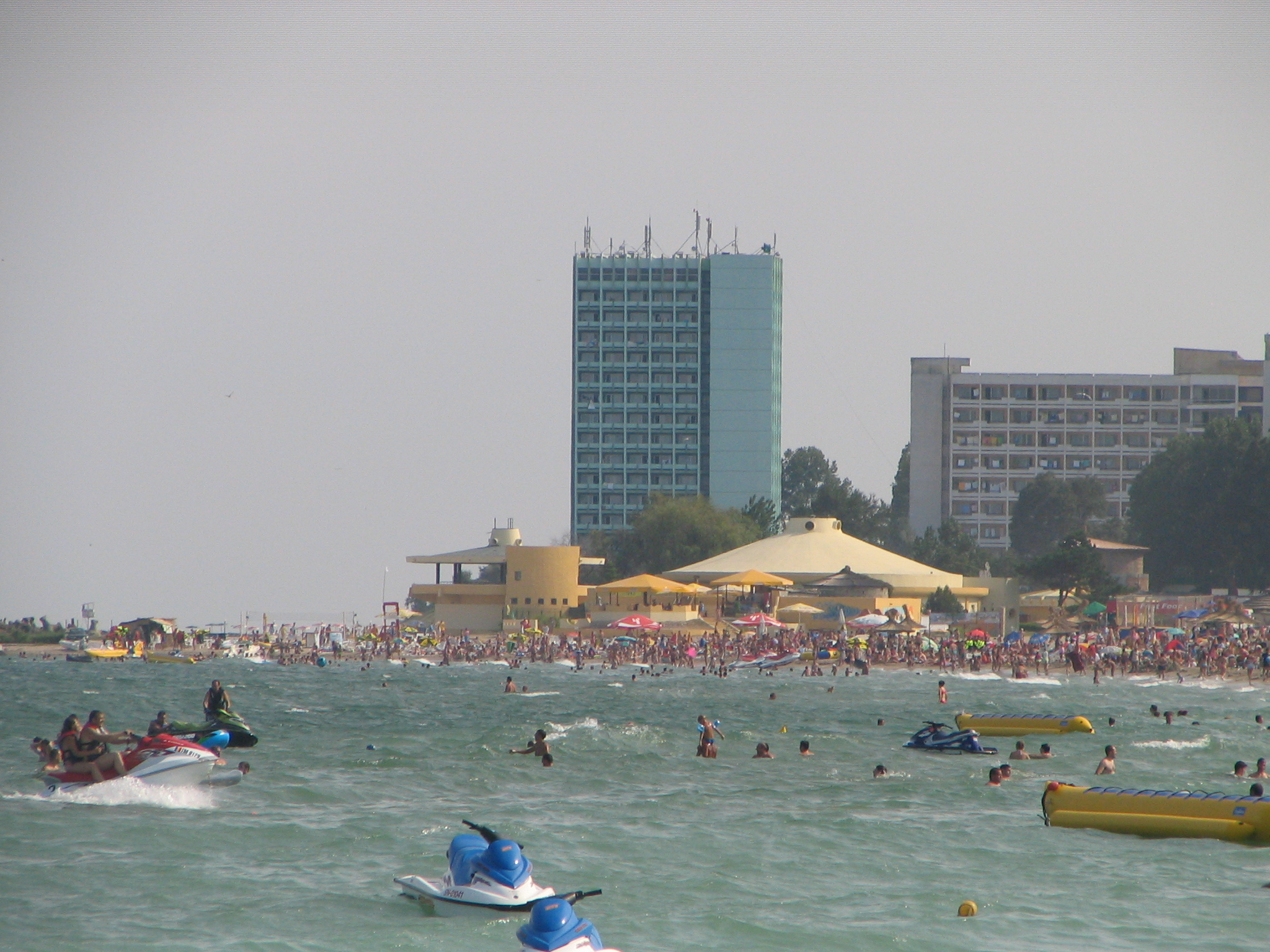
Neptun

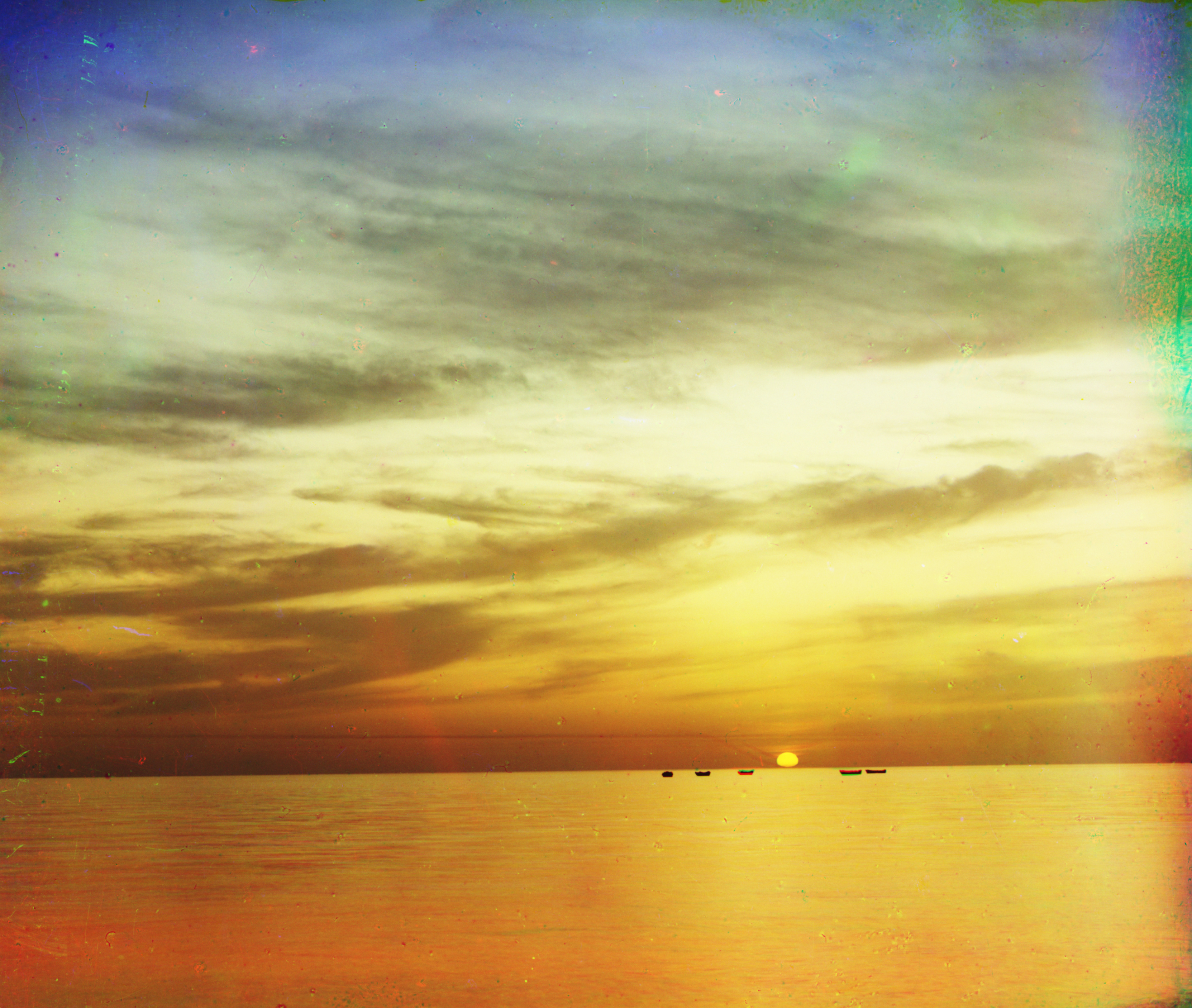
Foto del mar Negre prop de Gagra, Abkhazia, Imperi Rus, presa el 1915

En els anys després de la fi de la guerra freda, la popularitat del mar Negre com a destinació turística ha estat en constant creixent. Globalment, el turisme a la mar Negra s'ha convertit en una de les principals fons d'ingressos i de creixement de la indústria de la regió.
La llista següent és una agrupació dels principals resorts a la mar Negra:
- Rússia:
  - Sotxi •  Anapa  • Guelendjik  • Tuapsé  •  Novorossisk
- Ucraïna:
  - Ialta •  Feodòssia  •  Odessa  •  Alupka  •  Aluixta  •  Ievpatòria  •  Feodòssia  •  Koktebel  •  Sudak  •  Gurzuf  •  Bílhorod-Dnistrovski
- Romania:
  - Mamaia  •  Olimp  •  Neptun  •  Jupiter  •  Venus  •  Saturn  •  Mangalia  •  Costineşti  •  Corbu  •  Vama Veche  •  Efoire Nord  •  Efoire Sud  •  2 Mai  •  Agigea
- Bulgària:
  - Burgàs  •  Rusalka  •  Balchik  •  Ahtopol  •  Albena  •  Arenes d'Or  •  Kamtxia  •  Kiten  •  Emona  •  Sveti Vlas  •  Slantxev Briag  •  Constantí i Helena  •  Biala  •  Nesebar  •  Pomorie  •  Txernomorets  •  Obzor  •  Lozenetz  •  Kamtxa  •  Sozòpol  •  Diuni  •  Kavarna  •  Primorsko  •  Tsarevo  •  Trinaso
- Geòrgia:
  - Batum  •  Chakvi  •  Gagra  •  Gornio  •  Kobuleti  •  Pitsunda  •  Kvariati  •  Ureki
- Turquia:
  - Giresun •  Rize •  Amisos  •  Sinope  •  Şile  •  Trebisonda

### Organitzacions relacionades amb la mar Negra
|  |  |
|  |  |

## Galeria d'imatges

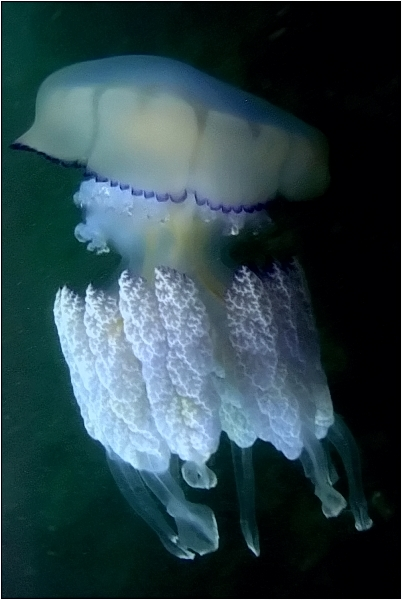
Medusa, a la costa romanesa
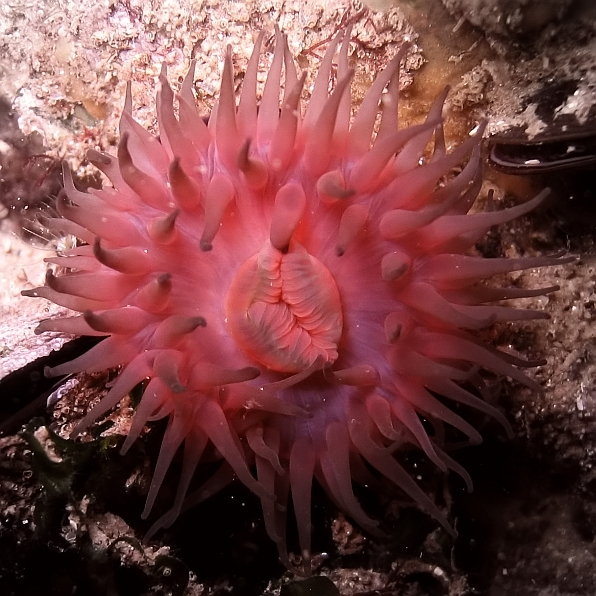
Esponja, a la costa romanesa
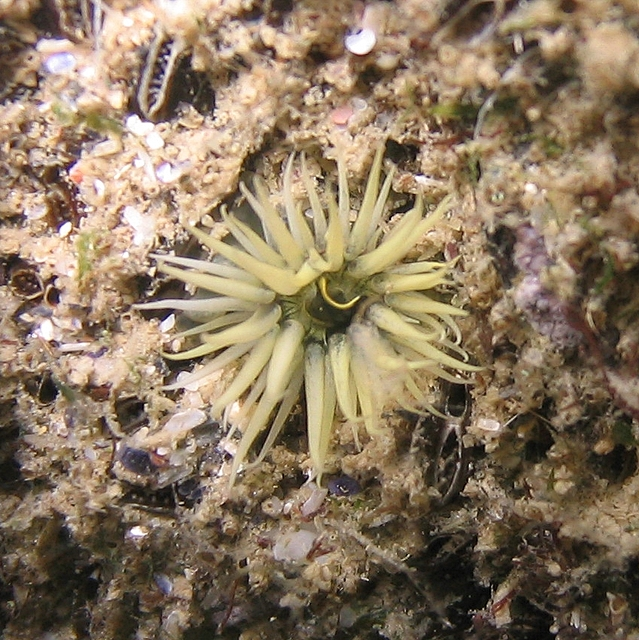
Esponja, a la costa romanesa
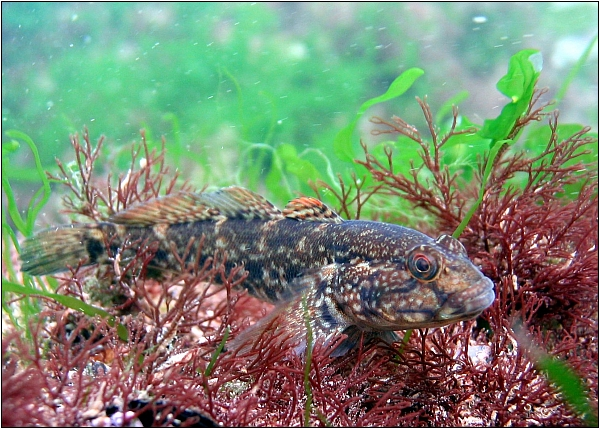
Gòbid, a la costa romanesa
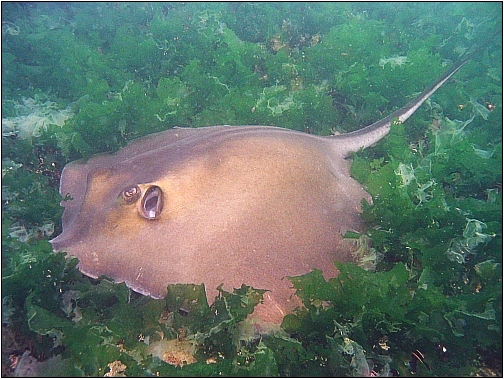
Dasyatis, a la costa romanesa
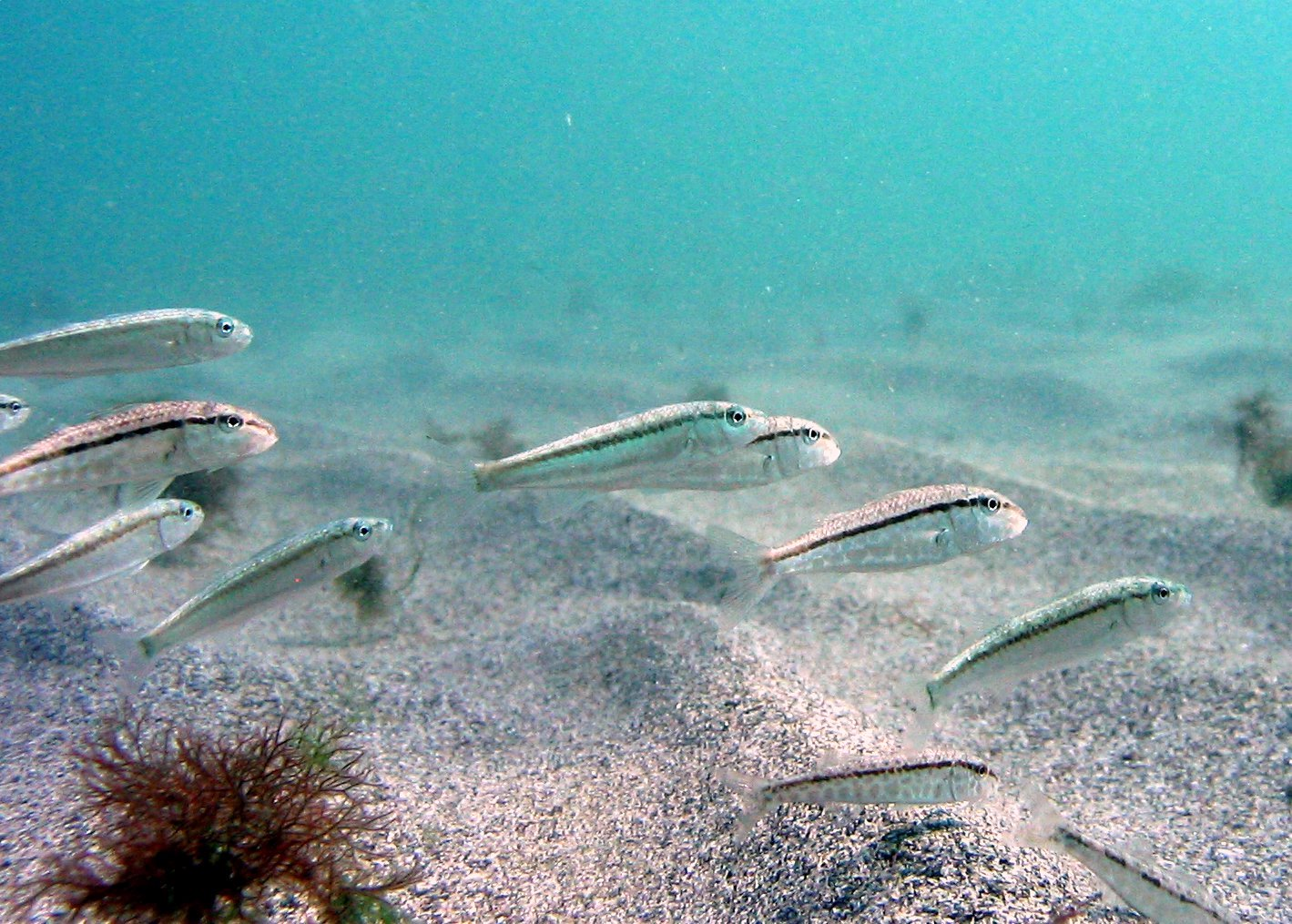
Múl·lid, a la costa romanesa
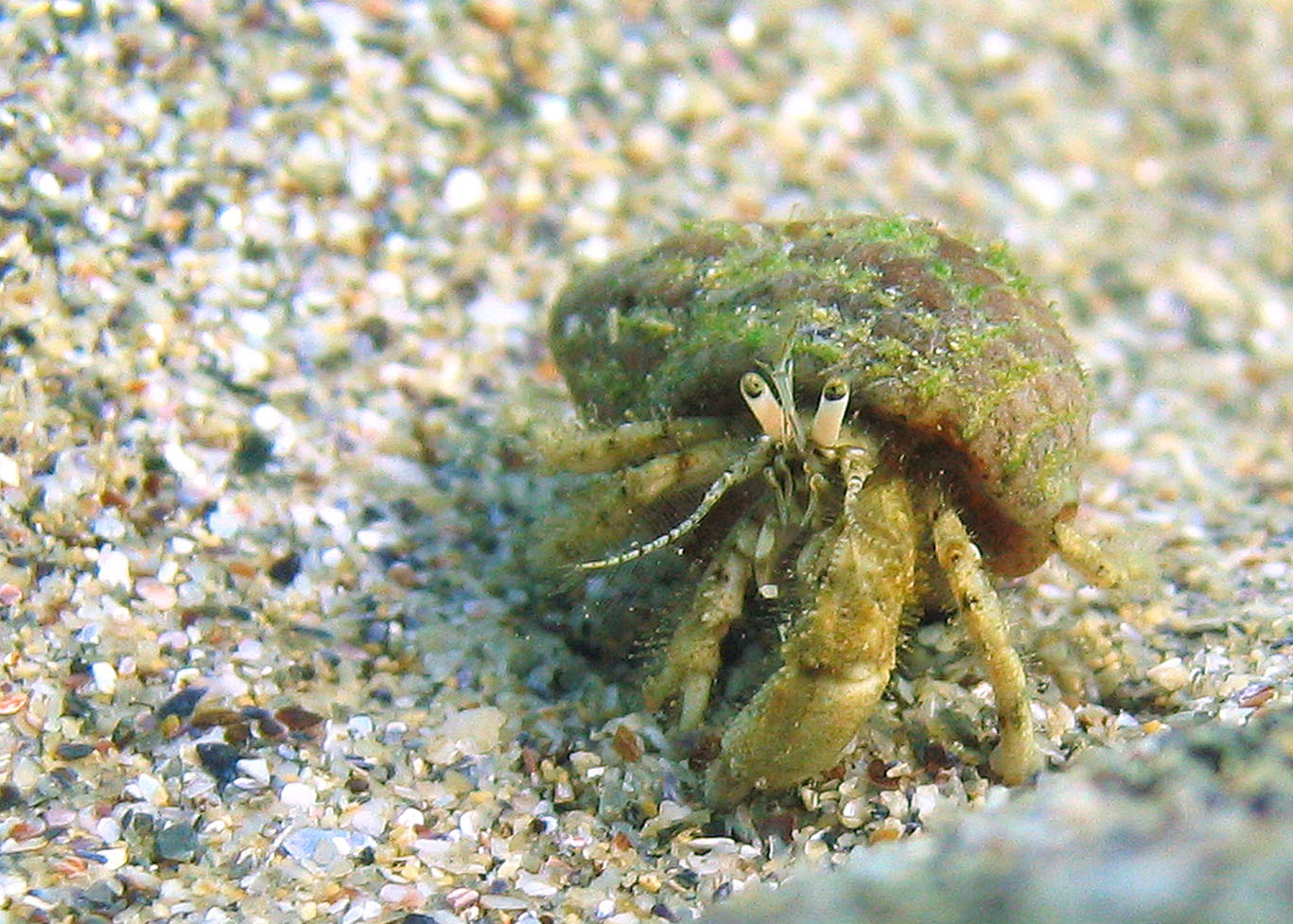
Bernat ermità, a la costa romanesa
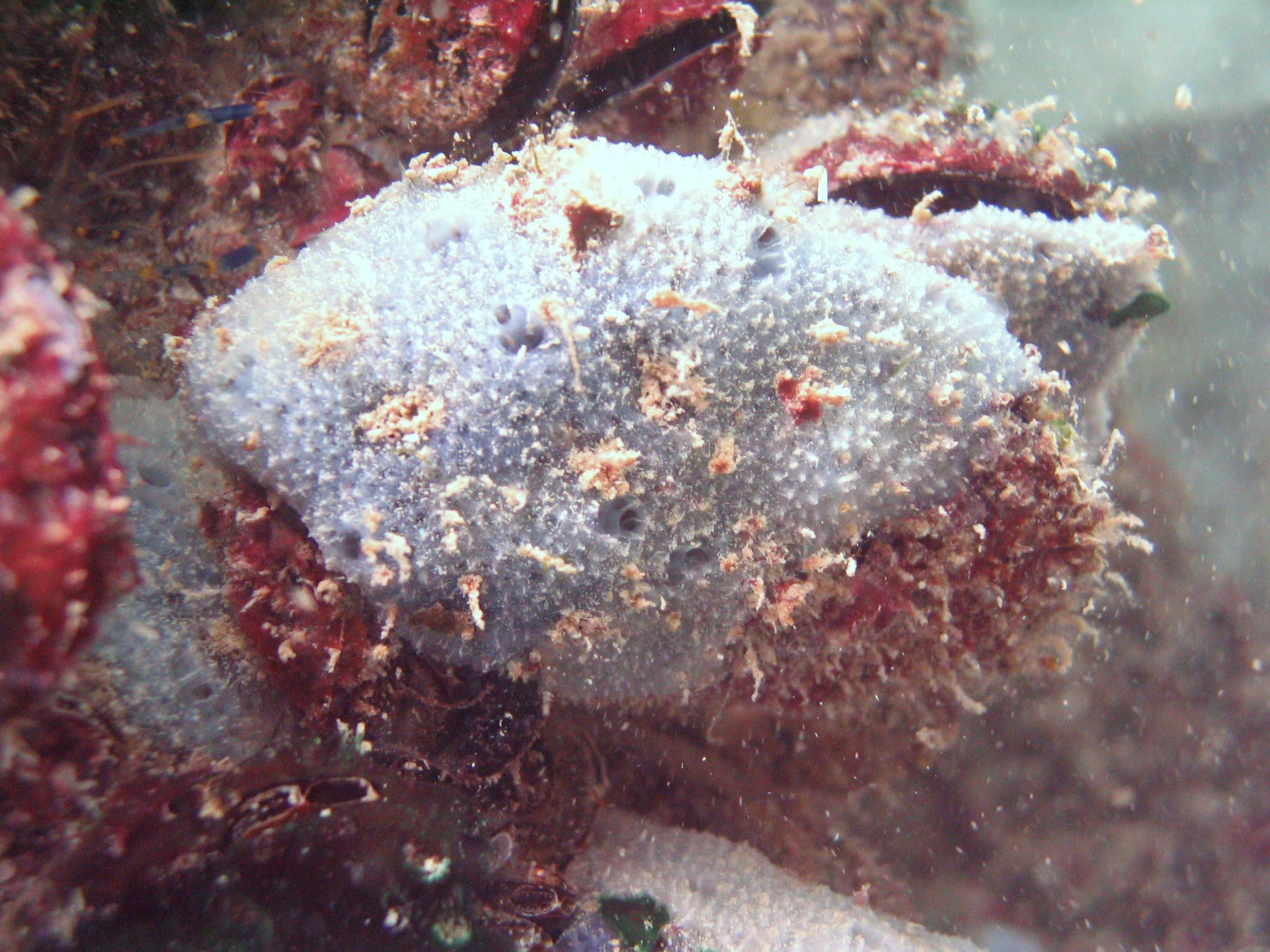
Esponja de mar blava, a la costa romanesa
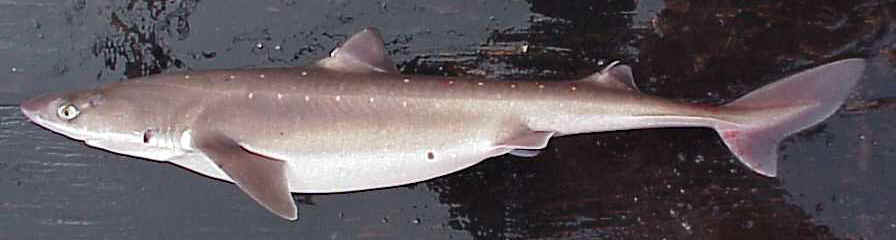
Squalus acanthias
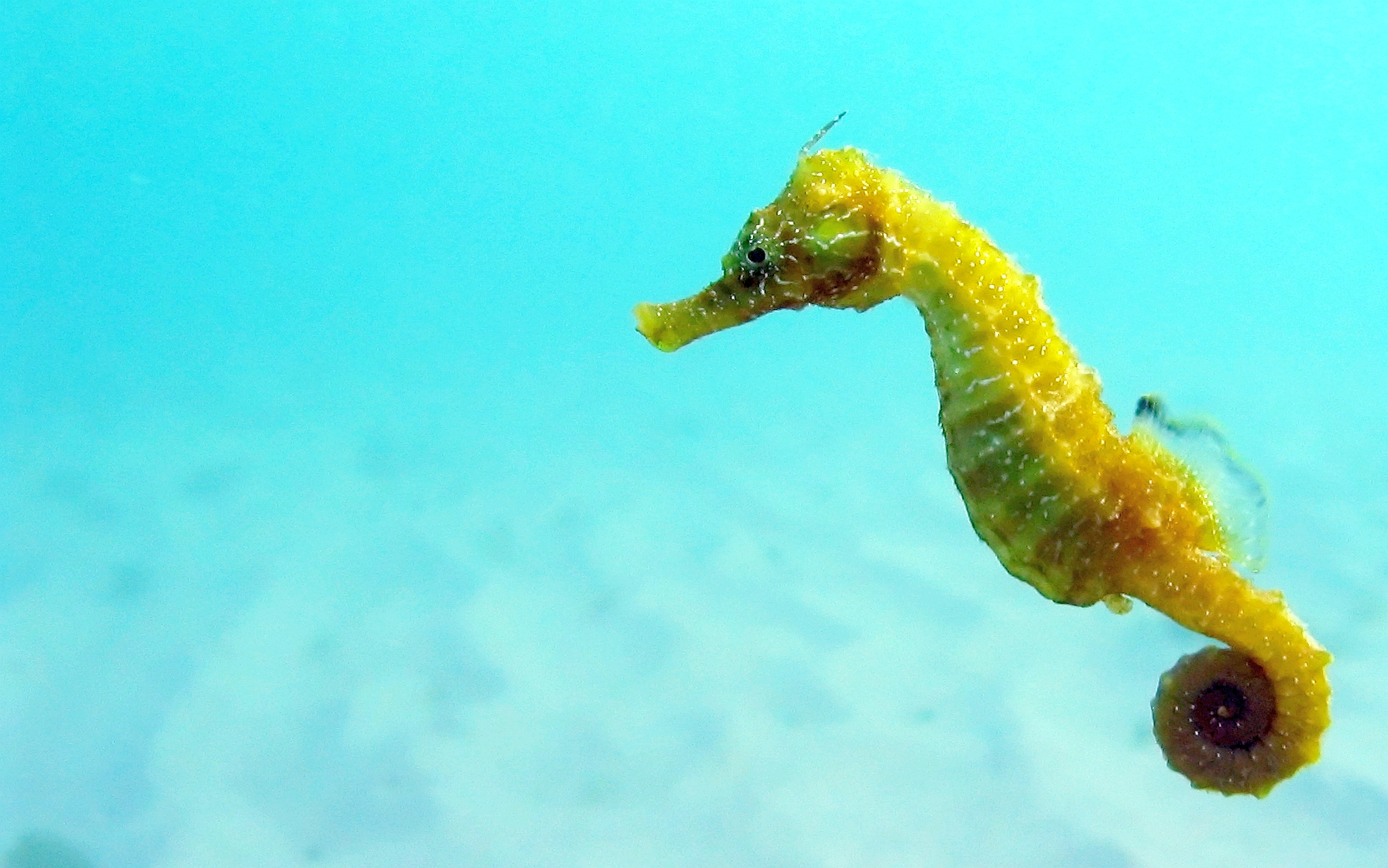
Cavall de mar, a la costa romanesa